# 青嵐会
青嵐会（せいらんかい）は、1973年7月17日に自由民主党の派閥横断的に結成された衆参両若手議員31名（公称）からなる保守政策集団。

## 趣意
1. 自由社会を守り、外交は自由主義国家群との緊密なる連携を堅持する。
2. 国民道義の高揚を図るため、物質万能の風潮を改め、教育の正常化を断行する。
3. 勤労を尊び、恵まれぬ人々をいたわり、新しい社会正義を確立するために、富の偏在を是正し、不労所得を排除する。
4. 平和国家建設のため、平和は自ら備えることによってのみ獲ち得られるとの自覚に則り、国民に国防と治安の必要性を訴え、この問題と積極的に取り組む。
5. 新しい歴史における日本民族の真の自由、安全、繁栄を期するために自主独立の憲法を制定する。
6. 党の運営は安易な妥協、官僚化、日和見化の旧来の弊習を打破する。

## 概要
1973年（昭和48年）7月10日、衆議院・参議院の若手議員31人（公称）により、ホテルニューオータニで「青嵐会」の結団式が行われた。石原の発案により、各々左手の小指をかみそりで切り、会員名簿に血判状を捺した。青嵐は寒冷前線の意味で、会名は「渾沌停滞した政界に爽やかな風を送り込もう」という意味を込めて石原慎太郎が命名した。設立趣意書には「いたずらに議論に堕することなく、一命を賭して、右、実践する」とあった。同月17日、正式に結成された。
中華民国（台湾）支持の立場をとり、時の内閣総理大臣田中角栄による日中国交正常化に伴う中華民国との断交に絶対反対の姿勢を貫き、自民党外交部会などで強硬に主張した。
同年9月の「日中国交正常化1周年記念」に対抗して「中華民国断絶1周年訪問団」を結成し、台北市を訪問した。自民党議員による北朝鮮訪問を実力で阻止したこともある。
冷戦下にあって西側・自由主義陣営諸国との連帯強化を唱えていたため、中華民国の蔣介石政権だけでなく、韓国の朴正煕政権とも友好関係を取った。特に中川一郎は、初当選直後の1963年（昭和38年）12月に朴正煕大統領就任慶祝団の一員として訪韓、1965年（昭和40年）の日韓国交樹立の交渉にもタッチしており、朴政権が頼りとする議員の一人とされる。
1974年（昭和49年）1月に日本武道館で行った「青嵐会は主張する国民集会」では、大韓民国在日居留民団（民団）にも動員令がかかり、「朝鮮服は着ないで出席せよ」との指令が出ていたという。
同年浜田幸一が中国国民党擁護の立場から、在日台湾独立派の金美齢と論戦を行ったが、この番組（毎日放送／MBSテレビ制作、東京12チャンネルで放映予定だった）は中国国民党の圧力で放映中止となった。
結成当初より、集会では会場となった日本武道館を満員にするほどの人気を得ており、夕刊フジは創刊号で「慎太郎新党躍り出る」と報じた。しかし大方のマスコミからは「自民党の右翼集団」「極右集団」などと批判された。マスコミの批判的報道に神経質になっていた中川は、取材を受ける際には記事に細かい注文をつけていた。また、思想面で近いことから「福田赳夫親衛隊」などと言われることもあった。福田派・中曽根派の議員に加えて、中間派や無派閥でも中川、石原、玉置和郎らの福田・岸系列に近い人間が多く、福田と敵対した田中派およびその同盟派閥である大平派の議員を含まなかったことから、それらの指摘が当たっている側面も存在する。ただし、渡辺美智雄や浜田といった、他派ながら大平正芳に近い議員も青嵐会に加入していた。

憲法問題については、昭和憲法が主権を喪失した占領期に制定されたものであり、自衛隊が憲法上の根拠を欠くことを問題視し、集団的自衛権の行使を自主憲法制定と同じ次元で捉えていた。また、「対国連外交の実質化」として自衛隊の国連軍参加を検討課題に挙げるなど、外交・安全保障政策の面では冷戦下の国際政治力学を強く反映した主張を有していた。なお、メンバーには地方選出の代議士が多かったことから、国土開発については政府主導による開発政治を志向する面が強かった。このため、「国土の均衡ある発展」を志向する点では田中角栄の『日本列島改造論』と共通しており、青嵐会代表世話人の一人だった玉置は、のちに第2次中曽根内閣期の1985年（昭和60年）、議員立法『半島振興法』の制定を実現した。これには、当時衆院建設委員長で青嵐会の同志だった浜田の尽力が大きかったといわれる。
結成から間もなくして、中国大陸・中国共産党に対する強硬論に反発した山崎拓が中川の度重なる説得にも翻意せず脱会し、それに続いて野田毅、綿貫民輔、内海英男ら離脱者が続いた。1977年（昭和52年）になると、中川の農林大臣就任をきっかけとして、中川と渡辺が対立するようになった。

福田内閣期の1978年（昭和53年）に日中平和友好条約が国会に上程されると、青嵐会内部では福田派との関係から批准に同調するメンバーと、あくまでも反中共の姿勢を貫こうとするメンバーで対応が分かれる形になり、最終的には会の分裂に拍車をかけることになる。同年11月、後に清和会会長になる三塚博が主導する形で中川派の旗揚げが決まり、浜田は排除された。これと前後して浜田が在籍していた椎名派の解散もあり、以後浜田は1993年（平成5年）の政界引退まで無派閥となった。1979年（昭和54年）5月、中川派結成に伴い、青嵐会は消滅した。

## 結成議員
衆議院議員26名、参議院議員5名（人物、当選回数、所属派閥は当時のもの）。
衆議院議員
- 中川一郎（代表世話人、当選4回、水田派）
- 藤尾正行（代表世話人、当選4回、福田派）
- 湊徹郎（代表世話人、当選4回、中曽根派）
- 渡辺美智雄（代表世話人、当選4回、中曽根派）
- 内海英男（当選3回、船田派）
- 加藤六月（当選3回、福田派）
- 中尾栄一（座長、当選3回、中曽根派）
- 森下元晴（当選3回、中曽根派）
- 阿部喜元（当選2回、中曽根派）
- 江藤隆美（当選2回、中曽根派）
- 國場幸昌（当選2回、福田派）
- 近藤鉄雄（当選2回、三木派）
- 中村弘海（当選2回、椎名派）
- 中山正暉（当選2回、水田派）
- 浜田幸一（事務局長、当選2回、椎名派）
- 松永光（当選2回、中曽根派）
- 森喜朗（当選2回、福田派）
- 山崎平八郎（当選2回、福田派）
- 綿貫民輔（当選2回、椎名派）
- 石原慎太郎（幹事長、当選1回、無派閥）
- 島田安夫（当選1回、福田派）
- 中尾宏（当選1回、椎名派）
- 野田毅（当選1回、中曽根派）
- 林大幹（当選1回、福田派）
- 三塚博（当選1回、福田派）
- 山崎拓（当選1回、中曽根派）

参議院議員
- 楠正俊（当選2回、無派閥）
- 佐藤隆（当選2回、福田派）
- 玉置和郎（代表世話人、当選2回、無派閥）
- 土屋義彦（当選2回、福田派）
- 丸茂重貞（当選2回、福田派）